# Tajemnica pałacu w Wenecji
Tajemnica pałacu w Wenecji (tytuł oryginału: The Haunted Hotel: A Mystery of Modern Venice) – powieść detektywistyczna autorstwa Wilkie Collinsa. Po raz pierwszy opublikowana w odcinkach na łamach „Belgravia Magazine” od czerwca do listopada 1878 roku, oraz w „The Canadian Monthly” od lipca do grudnia tego roku.